# Barbara Reklewska
Barbara Reklewska (ur. 1935 w Ożarowie, zm. 8 grudnia 2019) – polska zootechnik, prof. dr hab.

## Życiorys
Ukończyła studia na Wydziale Zootechnicznym SGGW w Warszawie. Obroniła pracę doktorską, następnie habilitowała się na podstawie dorobku naukowego i pracy. Otrzymała nominację profesorską. Pracowała w Katedrze Szczegółowej Hodowli Zwierząt na Wydziale Nauk o Zwierzętach w Szkole Głównej Gospodarstwa Wiejskiego w Warszawie.
Od 1992 do 1999 piastowała funkcję kierownika w Zakładzie Reprodukcji i Zdrowia Bydła, oraz była sekretarzem w Zarządzie Głównego Polskiego Towarzystwa Zootechnicznego.
Zmarła 8 grudnia 2019, pochowana na cmentarzu parafialnym w Nagorzycach.

## Publikacje
- Alternativnyje wozmoznosti modifikacji urovnia lipoproteinov i cholesterina w syrovotke krovi i molocznon zire[2]
- 2004: Preliminary observations on the Echinacea induced lactoferrin production in goats[2]
- 2004: Izolacja natywnych peptydów mleka krów o zróżnicowanej zawartości komórek somatycznych przy użyciu RP-HPLC[2]
- 2005: Functional components of milk produced by polish Black-and-White, Polish Red and Simmental cows[2]